# Пир Будак
Абу-ль-Фатх Пир Будак  более известный просто как Пир Будак (альтернативно Пир Будак или Пир Будаг) (азерб. Əbu'l Fəth Pir budaq; Багдад — 1466, Багдад) — сын Джаханшаха из династии Кара-Коюнлу, был губернатором Шираза (1456-1460) и Багдада (1460-66), где он ввел период политического и экономическая стабильность. Он известен созданием библиотеки лучших рукописей, покровительством искусству, превращением Багдада в важный центр искусств и возрождением книжного искусства. Его называют величайшим туркменским меценатом.

## Биография
Пир Будак был старшим сыном Джаханшаха из династии Кара-Коюнлу, потомком группы туркменских скотоводов, мигрировавших на запад во время монгольских вторжений в 1200-х годах. На протяжении 1200-х и 1300-х годов туркменские правители начали кампании по захвату территорий по всей Центральной Азии, став доминирующей державой к середине 1300-х годов.
Он родился в влиятельной семье. Его дядя, Шах-Мухаммад, был правителем Багдада между 1411 и 1433 годами. Его дед, Кара Юсуф, правил Азербайджаном с 1410 года, пока в 1439 году его не сменил отец Пир Будака, Джаханшах. Годом ранее Джаханшах был назначен правителем Тебриза в награду за поддержку Тимурида Шахруха. После этого он сделал Тебриз столицей своей империи и правил оттуда до своей смерти в 1467 году. После смерти правителя Тимуридов в 1447 году Джаханшах стал правителем империи Тимуридов и принял титул шаха или султана. С самого начала его амбиции по расширению империи были очевидны. Между 1447 и 1458 годами Джаханшах и его сыновья завоевали обширную территорию Центральной Азии. В 1453 году Пир Будак, самый храбрый из сыновей, завоевал Кум,  а его отец захватил Фарс, Исфахан и Шираз.
В 1454 году Пир Будак возглавил армию, которая завоевала Кирман и Йезд. В 1457 году Джаханшах завладел восточным Ираном, включая Хорасан, а в 1458 году вошёл в Герат, где занял трон. К 1460-м годам империя Джаханшаха простиралась от турецкой границы на запад до двух Ираков; Кирман и берега Персидского залива
Пир Будак сражался вместе со своим отцом во многих успешных военных кампаниях; например, когда он аннексировал Исфахан, Шираз и Эберку в 1452–1453 гг. Из-за военного мастерства Пир Будака его отец призвал его для помощи в кампании в Герате в 1458 году. Вероятно, именно во время этих военных кампаний Пир Будак впервые познакомился с персидскими иллюстрированными рукописями и развил свою страсть к книжному искусству. Джаханшах назначил Пир Будака губернатором Шираза в 1456 году, а другого сына, Юсуфа, губернатором Кирмана примерно в 1458 году.
Отношения между Джаханшахом и его сыновьями никогда не были хорошими. Современные источники описывают Джаханшаха как кровожадного тирана, который мало уважал Священный Закон и проводил ночи в разгуле и пьянстве. Несмотря на его военный успех, его правление сопровождалось постоянными восстаниями, особенно со стороны его сыновей Пир Будака и Хасана Али, а также полуавтономных лидеров Кара-Коюнлу. В 1459 году Хасан Али возглавил мятеж кочевых феодалов в Азербайджане, в то время как Джаханшах воевал с тимуридом Абу Сейидом. За свое предательство Хасан Али-хан был заключен в тюрьму.
Пир Будак, который питал амбиции стать самостоятельным правителем, восстал против своего отца, добиваясь независимости Шираза; шаг, который вызвал гнев его отца. Несколько эмиссаров из двора Джаханшаха посетили Пир Будака и умоляли его отказаться от своего мятежного отношения, но когда стало ясно, что он не будет слушать, его отец напал и восстановил свою власть над городом. Мать Пир Будака вмешалась и согласовала условия, по которым он был изгнан из Шираза и заменен на посту губернатора младшим братом Юсуфом.
Со своей стороны, Пир Будак был отправлен в Багдад в качестве губернатора. Это был стратегический выбор со стороны его отца; поскольку Багдад находился гораздо ближе к Тебризу, где Будак находился под бдительным надзором своего отца.
В Багдаде Пир Будак снова восстал. В ответ его отец осадил город на восемнадцать месяцев, вынудив его сдаться. В 1466 году отец Пир Будака приказал другому из своих сыновей, Мухаммеду, возглавить штурм Багдада, и Пир Будак был убит. У Пир Будака остался отец, однако империя его отца просуществовала недолго. Джаханшах потерпел поражение и был убит конкурирующим кланом Кара-Коюнлу в 1467 году.

## Меценатство искусств
Отец Пир Будака, Джаханшах, в отличие от своих предков из Кара-Коюнлу, проявлял интерес к искусству. Он заказал памятники в ряде персидских городов, в частности, Голубую мечеть в Тебризе. Он был опытным поэтом, писавшим под псевдонимом Хакики. Его поэзия, написанная как на турецком, так и на персидском языках, демонстрирует божественность слова. Пир Будак также писал стихи. Двустишие из одного из его стихотворений, написанных для отца, грозит стереть отца с лица земли:
И мое состояние, и я молоды

Не пытайтесь драться с двумя молодыми

Я буду подбрасывать тебя вверх и вниз,

Что ни следа не останется ни от тебя, ни от твоего имени.
В Ширазе Пир Будак заказал множество рукописей и основал библиотеку высококачественных произведений . Под его покровительством здесь развивалась процветающая художественная индустрия.
Хотя во время его пребывания в Ширазе для Пир Будака было написано несколько рукописей, ни одна из них не была иллюстрирована. После успешной кампании в Герате в 1458 году незаконченная иллюстрированная рукопись знаменитого стихотворения Низами «Хамса», ранее находившаяся во владении свергнутого правителя Герата, перешла к Пир Будаку.
Ученые полагают, что, когда Пир Будака отправили в Багдад, он взял с собой ряд лучших иллюстраторов и каллиграфов. До его прибытия в Багдад местное производство рукописей сократилось из-за неопределенной экономической и политической обстановки. Однако Пир Будак воспользовался преимуществом талантливых каллиграфов, иллюстраторов и поэтов и вдохнул новую жизнь в искусство.
Почти сразу же по прибытии в Багдад он проявил явный интерес к иллюстрированным рукописям. Он предпочитал сборники стихов. Рукописи, созданные во время правления Пир Будака в Багдаде, демонстрируют «показное использование лазурита и золота». Работы , собранные после 1458 года, оказали сильное влияние на живопись Герата .
Под его патронажем Багдад стал важным центром искусства, привлекающим каллиграфов и иллюстраторов со всего региона. Пир Будака называют одним из первых туркменских меценатов.